# Neophilaenus albipennis
Neophilaenus albipennis is een halfvleugelig insect uit de familie Aphrophoridae. De wetenschappelijke naam van deze soort is voor het eerst geldig gepubliceerd in 1798 door Fabricius.